# El pájaro azul (cuento)
El Pájaro Azul es un cuento de hadas francés escrito en prosa por Madame d'Aulnoy. Publicado en 1697 cuenta la historia de amor entre la princesa Florina y el rey Encantador, transformado en pájaro azul. Este cuento es contemporáneo de los cuentos de Perrault.
Los personajes de la princesa Florina y el Pájaro Azul aparecen en el ballet La Bella durmiente de Chaikovski, en la coreografía creada por Marius Petipa para los Teatros Imperiales de San Petersburgo.

## Argumento
Un rey poderoso se queda viudo y después de llorar a su querida esposa conoce y contrae matrimonio con una dama, que también había quedado viuda recientemente. El rey tiene una hija que se llama Florina y la nueva reina tiene otra, algo mayor, que se llama Truchona. Mientras que Florina es bella y bondadosa, Truchona es caprichosa, egoísta y fea. Al poco tiempo, ésta y su madre están celosas de Florina.
Un día, el rey piensa que es momento de casar a las jóvenes doncellas; entonces el galante y magnífico rey Encantador anuncia su llegada. La reina está dispuesta a casarle con Truchona; viste a su hija lujosamente para la recepción y consigue la complicidad de las damas de Florina para esconderle sus ropas y joyas. Pero le sale el tiro por la culata cuando el rey Encantador pregunta por «la princesa llamada Florina» y queda deslumbrado por su belleza. La reina y Truchona se quejan al rey —que había aceptado que Truchona se casaría antes que Florina— y consiguen que, durante la estancia del rey Encantador, Florina esté encerrada en una torre.
La reina, que quería engatusar al rey Encantador, le envía ricas vestiduras y un libro con cubiertas de oro. Al enterarse de que son de parte de Truchona, rechaza todos los regalos. Cargada de orgullo, la reina le informa de que la princesa Florina está encerrada por orden de su padre hasta que se case Truchona. Con la ayuda de una dama de la princesa Florina, esa noche el rey Encantador se dirige al jardín para ver a Florina en una pequeña ventana. Pero la dama de compañía se lo cuenta a la reina y ésta arregla a Truchona para la cita en la ventana. En una noche oscurísima, el rey Encantador cae en la trampa y confunde a Truchona con Florina, se quita un anillo y se lo pone a Truchona con la promesa de casarse con ella. La noche siguiente va a buscarla en una silla voladora tirada por ranas aladas. Truchona le dirige al castillo de su hada madrina, Susio. Allí el rey Encantador descubre que ha sido engañado y ni el hada madrina ni Truchona consiguen convencerle de que se case con Truchona. Por fin, el hada Sosio le da a elegir entre siete años de castigo o Truchona; como el rey Encantador no atiende a razones, lo convierte en «pájaro azul» durante siete años.

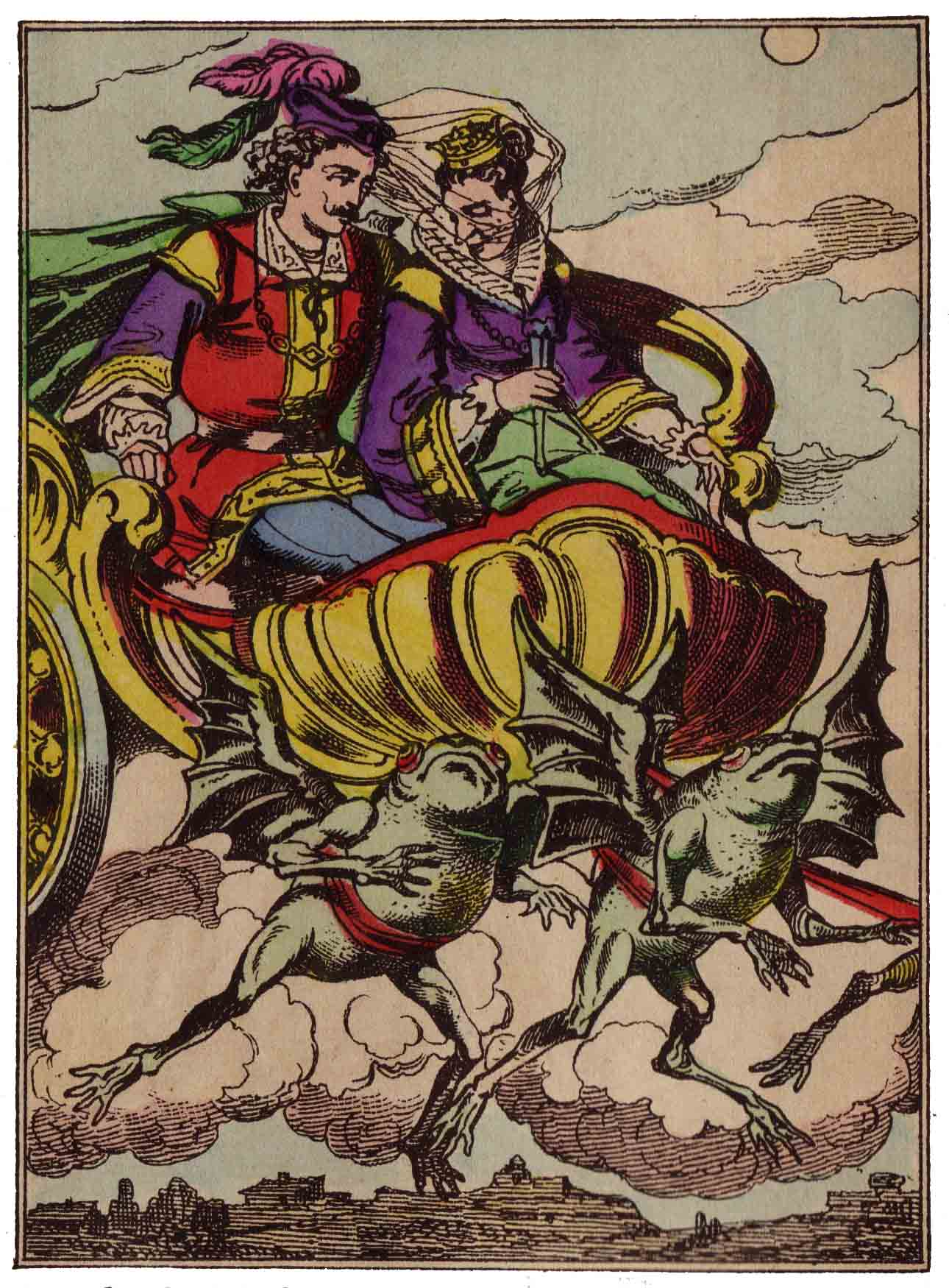
El rey Encantador y Truchona vuelan hacia el castillo de Susio, la malvada hada madrina.

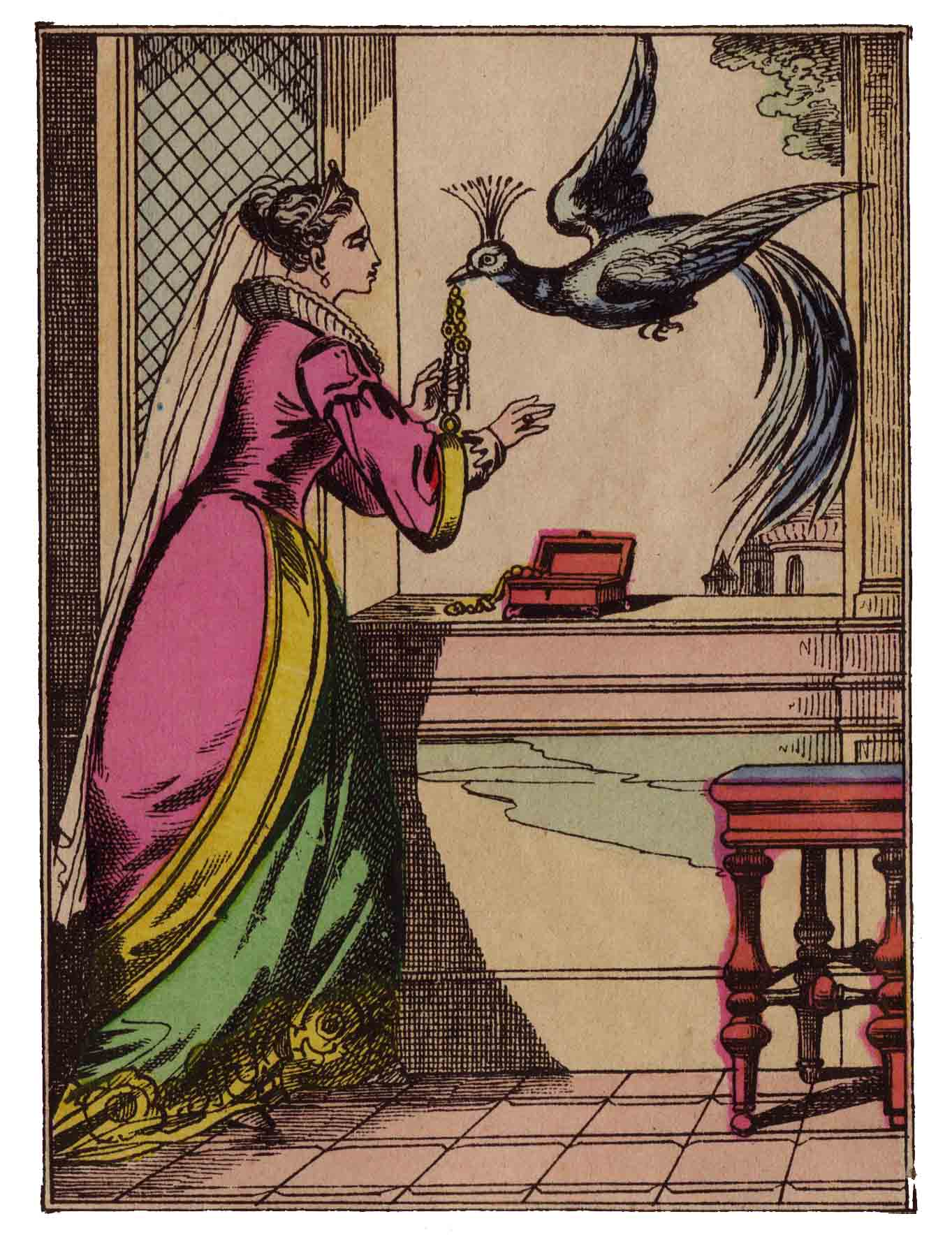
El Pájaro Azul regala joyas a la princesa Florina.

Truchona vuelve a su reino. La reina, al enterarse de todo lo acontecido culpa a Florina; viste de novia Truchona y la lleva hasta Florina para que la vea, asegurando que se ha casado con el rey Encantador. Además, consigue que el rey mantenga a Florina encerrada en la torre. El Pájaro Azul se acerca al castillo de noche y acaba posándose en el enorme ciprés situado frente a la ventana de Florina; los enamorados se explican y se deshace el malentendido. Durante dos años, el Pájaro Azul visita a Florina, trayéndole regalos y ricas joyas de su reino.
Mientras tanto, la reina sigue buscando inútilmente un pretendiente a Truchona. Una noche, desesperada por la cantidad de rechazos alcanzada, la reina que piensa que es obra de Florina, sube a la torre a sondear a Florina y la encuentra cantando con el Pájaro Azul. Rápidamente, Florina abre la ventana y hace escapar al pájaro, pero la reina descubre las joyas y se da cuenta de que alguien la está ayudando. La reina intenta dejar pruebas contra Florina pero el Pájaro Azul desbarata los planes de la reina.
Durante un mes entero, Florina no abre la ventana para que entre el Pájaro Azul porque la reina le ha puesto una joven espía. Al cabo del mes, la espía agotada se duerme y Florina llama al Pájaro Azul, tres noches seguidas. La cuarta noche la carcelera oye un ruido, se despierta y es testigo de las citas nocturnas; a la mañana siguiente se lo cuenta a la reina. La malvada reina manda atar espadas, cuchillos, navajas y dagas al ciprés para que el Pájaro Azul se hiera mortalmente y no pueda volar. Florina le llama pero el Pájaro Azul no puede acudir a la ventana a causa de sus heridas; la princesa se siente traicionada. Por su parte, el Pájaro Azul también piensa que Florina ha buscado su muerte para congraciarse con su madrastra. Afortunadamente, un mago oye los lamentos del pájaro, le rescata y le cura.
Un día, el padre de Florina muere. Los habitantes del reino se sublevan y reconocen a Florina como soberana. La reina muere apedreada y Truchona huye al castillo de su hada madrina, Susio. Florina, como reina, nombra un consejo regente y sale en busca del rey Encantador.
Después de escuchar las desventuras del Pájaro Azul, el mago convence a Susio para que devuelva al rey Encantador su forma original durante unos meses, que así podría hacerse cargo de su reino; se llevaría a Truchona con él; si al final, sigue sin querer casarse con Truchona le convertiría en pájaro otra vez.
Disfrazada de campesina, la ahora reina Florina, comienza la búsqueda del rey Encantador. Se encuentra con una viejecita toda encorvada —que resulta ser un hada buena, hermana de Susio— que le cuenta que el rey Charmant ha recuperado su forma humana a costa de casarse con Truchona y que le regala cuatro huevos mágicos. El primero lo utiliza para subir una escarpada montaña de marfil. El segundo le conduce al castillo del rey Charmant, donde llega pocos días antes de la boda con Truchona. Ofrece vender a Truchona las joyas que le regaló el Pájaro Azul; como no tienen posible precio se las vende a cambio de pasar una noche en el «Gabinete de los Ecos», del que le había dicho el rey una vez: «Todo lo que se dice allí dentro, se escucha en la habitación del rey». Una vez dentro, le reprocha por haberla dejado y se lamenta toda la noche, pero al rey le daban opio para dormir y no oye nada en absoluto. El contenido del tercer huevo lo intercambia por otra noche en el Gabinete de los Ecos; se lamenta durante toda la noche otra vez, pero solamente la oyen los pajes.
Al día siguiente, cuando está esperando a Truchona para ofrecerle el contenido del cuarto y último huevo, un paje la recrimina por su quejas nocturnas y le informa de que el rey toma opio para dormir. El paje consiente en no suministrar opio al rey esa noche y Florina soborna una vez más a Truchona para pasar la noche en el Gabinete. El rey Encantador la oye esta vez, reconoce su voz y baja a buscarla al Gabinete. Después de las aclaraciones y justificaciones apropiadas, lo único que les preocupa es la maligna hada Susio. El mago y el hada buena les aseguran que con sus poderes unidos no tienen nada que temer de Susio; cuando aparece Truchona la convierten en una cerda para que pueda seguir gruñendo. El rey Encantador y la reina Florina se casan y son felices.

## Comentarios y crítica

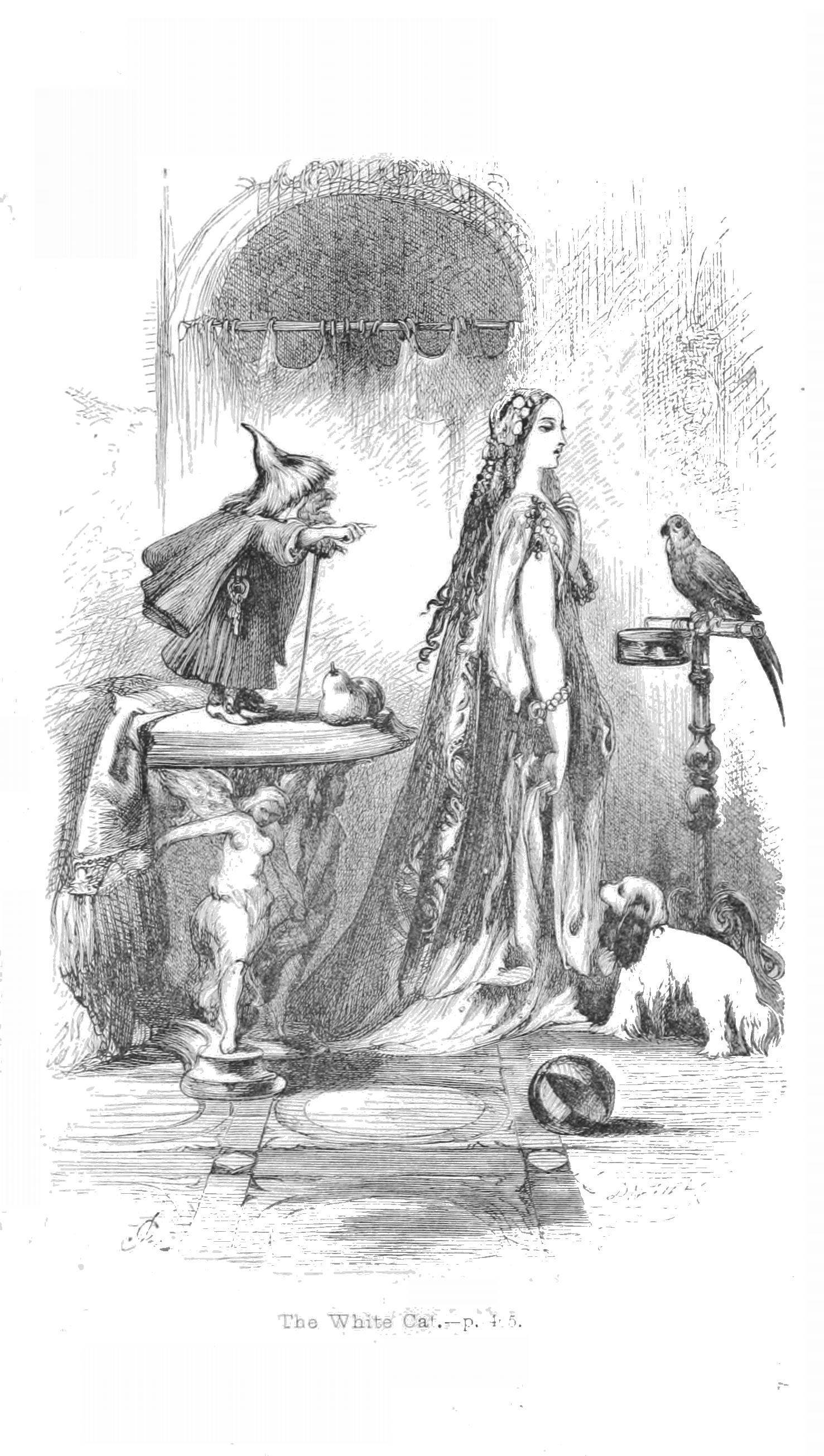
Ilustración de La Gata Blanca de John Gilbert (1817 - 1897).

Mme. d'Aulnoy fue una de las escritoras de cuentos más prolíficas de los salones de París, a finales del siglo XVII. Mientras que su cuento más popular en inglés es La Gata Blanca, El Pájaro Azul es el que más se ha editado en España; se encuentra incluido en diversas colecciones de cuentos de la autora y también se ha publicado separadamente.
La mayoría de las publicaciones se han realizado en versiones infantiles, si bien las principales destinatarias iniciales de los cuentos eran jóvenes casaderas del momento. En El Pájaro Azul Mme. d'Aulnoy defiende el casamiento por amor frente al elegido por la madrastra de la princesa Florina, quizá como aviso de lo que había sido su matrimonio.
| [...] Es fértil nuestro siglo en estos himeneos, más felices serían si un hábil hechicero consintiera oponerse a tan culpables lazos. [...] | [...] En ces sortes d’hymens notre siècle est fertile : Les hymens seraient plus heureux, Si l’on trouvait encore quelque enchanteur Qui voulût s’opposer à ces coupables nœuds,[...] |

Se trata fundamentalmente de una historia de amor y también de una novela de caballerías. Pero el héroe es una heroína, la princesa Florina que sale en busca de su amado rey Encantador. El final del reinado de Luis XIV era poco favorable a la mujer; sin embargo, la autora elige una heroína como rechazo a las conveniencias sociales, sacándola del entorno seguro de su castillo.
En El Pájaro Azul destacan los detalles y las exageraciones de muchas descripciones de joyas y vestidos. El contenido de los cuatro huevos mágicos que le entrega el hada es prodigio indescriptible; abundan los detalles maravillosos y fantásticos, como la silla voladora con un tiro de ranas aladas; describe la prisión en la torre como una experiencia propia... Por otra parte, Mme. d’Aulnoy se refiere a las marionetas de la feria de Saint-Germain —algo propio de la época— con la misma naturalidad con que relata increíbles maravillas. Para ser un cuento le falta ingenuidad.

## Otros cuentos similares
Algunos cuentos cuyas heroínas son encerradas injustamente y donde príncipes toman la forma de un ave son:
- Siglo XIII, Yonec, uno de los poemas de los Lais de María de Francia, donde la protagonista es encerrada en una torre y es visitada por el príncipe azul que llega en forma de gavilán.
- Siglo XVIII, Rapunzel, cuento de los hermanos Grimm donde la protagonista también es encerrada en una torre.
- Siglo XX, El príncipe canario, cuento tradicional italiano recogido por Italo Calvino en Cuentos populares italianos (1956).[6] La protagonista es confinada en un castillo en medio del bosque y el príncipe se convierte en canario para relacionarse con ella.

## Galería
|                                                                                            |
| El rey Encantador saluda a la princesa Florina, ante la mirada de su madrastra y Truchona. |

| |
| Florina muestra a un paje el «pastel parlante», salido del último huevo mágico, para entrar en el Gabinete de los Ecos. |